# Mitja cobla
La mitja cobla (media copla) es una formación de música tradicional formada por dos sonadors que tocan tres instrumentos: un intérprete toca la cornamusa (denominada también sac de gemecs, nombre más habitual actualmente) y el otro toca a la vez el flabiol y el tamboril. Esta formación elemental, que se mantuvo de forma estable a lo largo de muchos siglos en Cataluña, se conoce en Mallorca con el nombre de pandilla de xeremiers. En Mallorca esta formación ha perdurado con más vitalidad en la música tradicional.
Es una formación de calle muy completa y eficiente, puesto que con tan solo dos personas se consigue una fuerte presencia, que engloba melodía, percusión y envoltorio armónico. El grall –el tubo melódico de la cornamusa– y el flabiol hacen exactamente la misma melodía, tocando completamente al unísono. Los bordones de la cornamusa, con su sonido continuo característico, proporcionan una base armónica. Y el tamboril, que el flabliolaire percute con una única baqueta, marca el ritmo imprescindible en piezas bailables.
Se tienen noticias de este tipo de formación desde principios del siglo XIV en toda la geografía catalana, interviniendo en cualquier tipos de manifestaciones y rituales, desde el acompañamiento de autoridades, bailes y figuras de séquito hasta la animación de encuentros y bailes «al día».